# 車谷啓介
車谷 啓介（くるまたに けいすけ、1974年1月19日 - ）は、ミュージシャン、ドラマー、ナレーター。ホームグラウンドとも言えるライブハウスの大阪・北堀江hillsパン工場では最多出演ではないかとされているが定かではない。ラジオ番組のパーソナリティーの経歴も持つだけあってライブ中のMCも流暢。歌って喋れるドラマーでもある。

## 概要
岩井勇一郎と共に『New Cinema 蜥蜴』『三枝夕夏 IN db』に参加し、ドラムを担当した。
『New Cinema 蜥蜴』の在籍中から解散後を通し、テレビ番組のパーソナリティとしても活動しており、三枝夕夏 IN dbの活動とも並行してアーティストやディレクションなどの活動をおこなっている。
過去のパーソナリティとしての経験を活かし、『三枝夕夏 IN db』の中でMCの中心を担っていた。
2012年、大賀好修、大楠雄蔵、麻井寛史とSensationを結成。2013年3月20日、ホームグラウンドとも言えるライブハウスの大阪・北堀江hillsパン工場の10周年記念にライブを開催。

## 来歴
小学生のときジャズ好きの父親に連れられていったジョージ川口のコンサートで、ジョージと海外からのゲスト2人との壮絶なドラム・バトルをみて感銘を受け、ドラマーを志す。
中学生になるとすぐにバンドを組む。元々好きだった洋楽などのカバーをしていた。高校ではTOTOや邦楽ではBOØWY、X JAPAN、レベッカなどをカバー。また、当時ドラマー・コンテストのようなものに出演し総合2位になるなどし、雑誌「バンドやろうぜ」に取り上げられた。
近年はシンプルなセットで自分のグルーヴを追求している。
彼の現在のセットはハイハット、タムタム、フロアタム、バスドラムが各1台、シンバル3、4枚というシンプルなセットである。

## 現在
ビーイング系列の女性音楽ユニットの“なついろ”のディレクターをしながら、主にビーイング系列のアーティストのサポート･ミュージシャンとしても活動。また自身の所属するGIZA studioが経営するライブハウスでも活動している。
他のアーティストのサポートにおいては、パーカッションを担当することもある（特にZARD、さぁさ）。
また、竹井詩織里、GARNET CROWの楽曲でもドラムを担当することが多い。
2019年からはSARD UNDERGROUND、WANDSのドラムサポートを務めている。
2020年10月からバラエティ番組「いつありのブラ街」でナレーターを担当。

## 出演

### ラジオ
- 新・神戸ジャズ物語（ラジオ関西、2011年10月 - 2012年3月）

## レコーディング参加

### ドラム
- 植田真梨恵

「壊して」「メリーゴーランド」「愛おしい今日」「変革の気、蜂蜜の夕陽」「彼に守ってほしい10のこと」「ザクロの実」「FRIDAY」「a girl」「プリーズプリーズ」「泣いてない」「カルカテレパシー」「スペクタクル」「カレンダーの13月」「ふれたら消えてしまう」「ルーキー」「夢のパレード」「WHO R U?」「悪い夢」「ダイニング」「I was Dreamin' C U Darlin'」「パエリア」「犬は犬小屋に帰る」「REVOLVER」「砂漠の果てに咲く花」「FAR」「ロマンティカ」「プライベートタイム」「さなぎから蝶へ」「softly」「Bloomin'」「花鬘」「I JUST WANNA BE A STAR」「heartbreaker」「鍵穴」「スルー」「my little bunny」「IN TO」「いいこのバースデーソング」
- 大黒摩季

「マリンタワーに着くまでに」「君に届け feat. doa, 川島だりあ」
- GARNET CROW

「空色の猫」「live 〜When You Are Near!〜」
- KYOTO RIMPA ROCKERS

「陰陽おんみょうブルース」
- 小泉ニロ

「Garota de Ipanema」「Samba do Soho」「So danco samba」「Blue bossa」「Desafinado」「Corcovado」「Insensatez」「Voce e eu」「O barquinho」「Batucada」「A voz do morro」「Lamento no morro」「(They long to be) Close to you」「Daydream believer」「The fool on the hill」「September」「Thriller」「Tears in heaven」「Just the way you are」「Last Christmas」
- さぁさ

「何故」「ふたりのPEACE」「サイテヒライテ」「花火のピアス」「MY HERO」「△ -triangle-」「snow musical」「RUDOLPH THE RED-NOSED REINDEER」「桜ポラロイド」「eyes to eyes」「ロンリーデイズ」「幸せのコラージュ」「magic soup」「Under_Line」「Over The Rainbow」「月と魚たち」
- 三枝夕夏

「WINTER WONDERLAND」
- SUPER LIGHT

「Dime La Verdad」
- 竹井詩織里

「DRIVE」「Desafinado」「Like a little Love」「sweet home」
- moca

「ドリームガール」
- rumania montevideo

「恋するベティー」「誰も知らない夜明け」「Girl, girl, boy, girl, boy」「星」「ACDC」「I'll be with you」「Rain」「Take my pain away」

### パーカッション
- 植田真梨恵

「勿忘にくちづけ」
- 大野愛果

「君の涙にこんなに恋してる」
- 北原愛子

「もう心揺れたりしないで」「SAMBA NIGHT」「AMORE 〜恋せよ! 乙女達よ!!〜」
- 栗原小夜

「No Woman No Cry」
- 小泉ニロ

「Wave」「The Shadow of Your Smile」「だんらん」「あなたの日記には」「損なう」「8:2」
- ZARD

「もっと近くで君の横顔見ていたい」
- さぁさ

「金魚のうた」「リセット」「桜ポラロイド」
- Chicago Poodle

「PEACE!!」「Good-bye, what a wonderful world」「LaTaTa」
- 竹井詩織里

「夕暮れの雨と」「うたかた」「Groovin'」「Desafinado」「きっともう恋にはならない」「夢のつづき」「最後のカーブ」「sweet home」「同じ夜 違う朝」「hide & seek」
- doa

「Come On!」「ワガベソ」「大人ラプソディー」「WANDER THE WORLD」「GO HEAD」「FREEDOM×FREEDOM」
- 中島紅音

「I can't give you anything but love」「I could have danced all night」
- 森川七月

「Call Me」「On The Sunny Side Of The Street」
- 森田葉月 & 森川七月

「Amazing Grace」「Lately」「Do You Wanna Dance」「More 〜 Fly Me To The Moon 〜 Moon River」

### ドラムプログラミング
- 栗原小夜

「Fly me to the moon」
- 森川七月

「Ai No Corrida」「Mas Que Nada」「I Still Believe」

### コーラス
- 伊奈木紫乃

「Ay Cosita Linda」「Lagrimas Negras」「Tequila」
- 北原愛子

「AMORE 〜恋せよ! 乙女達よ!!〜」
- なついろ

「We'll be One Heart, One Love」